# チャコリ

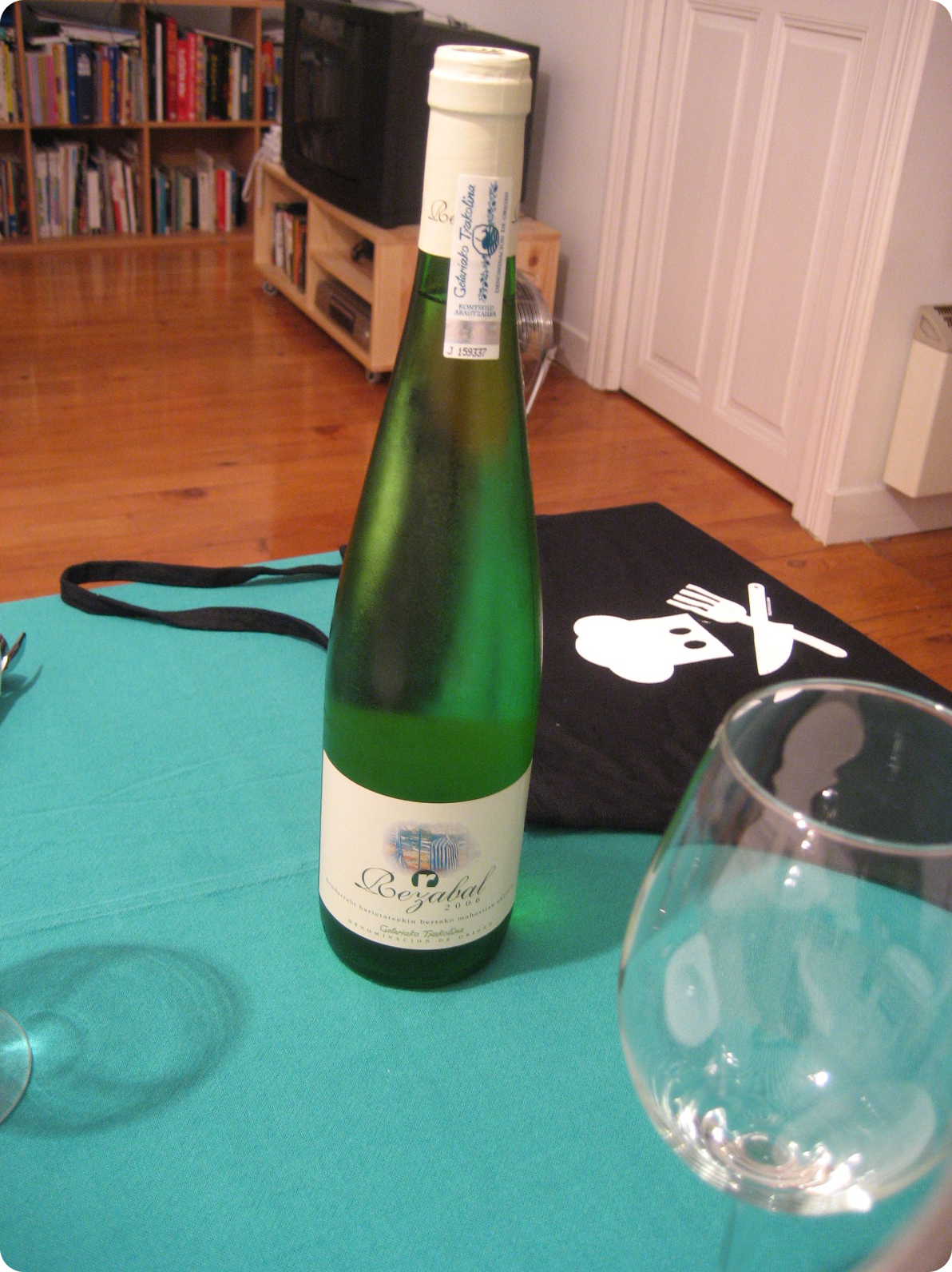
ゲタリア産チャコリのボトル

チャコリ(バスク語: Txakoli, [tʃakoˈli]またはスペイン語: Chacolí, [tʃakoˈli])は、微発泡性でごく辛口、酸味が強く、アルコール度数が低いワインである。主にスペイン北部のバスク州、ナバーラ州、カンタブリア州、ブルゴス県北部で栽培・製造され、チリでも少量を生産している。スペイン国内のワイン法で3種類がDO（原産地呼称）認定を受けている。
一般的に食前酒として出され、長期間の保存が利かないため、ボトル詰めから1年以内に飲まれる。もっとも一般的には白ワインであり、淡い緑色を持つ種類もあるが、中には赤ワインやロゼの品種も使用される。チャコリを提供する際には、通常は背の高いグラスに高所から注がれ、ピンチョスと一緒に提供されることも多い。アルコール度数は概して9.5度から11.5度の間である。ビスカヤ県・ビルバオ近郊のレイオアにある18世紀のメンディビレ宮殿は、今日ではチャコリ博物館として使用されており、大規模なコレクションを背後にチャコリの歴史を説明している。シードラ（リンゴ酒）を注ぐ際のエスカンシアールと呼ばれる注ぎ方は、チャコリにも使用される。

## 名称

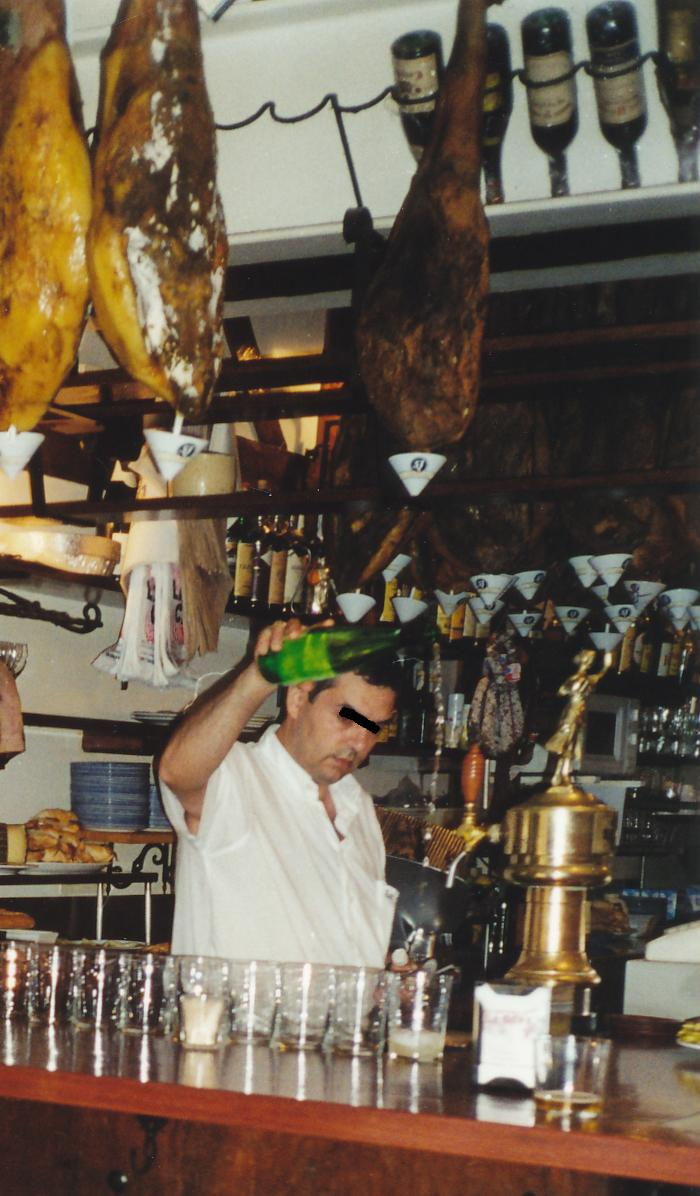
サン・セバスティアンで提供されるチャコリ

このワインはバスク語で「チャコリン」(txakolin, [tʃakolin])と呼ばれ、定冠詞を付けると「チャコリナ」(txakolina) となる。この語は18世紀中頃から見られ、しばしば人名としても使用される。フランス領バスクでは xakolin （シャコリン）と書かれることがある。一方、txakoli（チャコリ）という形も1985年から見られ、エウスカルツァインディア（バスク語アカデミー）によれば txakolin の書き間違いという。txakolin という単語からは、txakolin-ardo（チャコリ・ワイン）、txakolin-dantza（チャコリ・ダンス）、txakolin-saltze（チャコリ市場）、txakolin gorri（赤チャコリ）、txakolin-etxe（チャコリ・ハウス）などが派生される。
スペイン語名は「チャコリ」（chacolí [tʃakoˈli]）であり、バスク語の txakolin に由来している。1520年にバスク地方から提出されたスペイン語の書類の中に見られる vino chacolín がスペイン語名の初出である。このワインはフランス語ではしばしば chacoli と綴られる。
大半の研究者はチャコリンという用語をバスク地方起源であるとしている。その起源は完全には明らかにされていないが、語尾の「-in」は液体を表す際に頻繁に用いられ、「酢」はバスク語でozpinであるし、「薄めたワイン」はpitipinまたはtxuzpinである。より想像力豊かな推論としては、etxeko ain（家庭用で十分）に由来するという説がある。他の研究者は、ギプスコア県東部の村のフランスワインを識別するために初めて登場したとしてフランス語起源を唱えているが、この用語がスペイン語起源であると示唆する研究者もいる。

## 歴史
バスク地方では中世からワインが生産されていた。交通路が整備されて他地域のワインの入手が容易になると、バスク地方ではブドウ畑から牧草地への転換が進み、輸送手段の改善とともにチャコリの産出高は減少していった。19世紀半ばにかけてチャコリは消滅の危機に瀕しており、また、1980年代までのチャコリはスペイン・バスク、カンタブリア州、ブルゴス県のバリェ・デ・メナで飲まれる自家製ワインにすぎなかった。しかし、1989年以降にはスペイン・バスクのチャコリの3種類がスペイン国内のワイン法でDO（原産地呼称）認定を受け、その品質は向上し、生産地域は広がり、消費者への魅力は増している。1980年代以降の30年間にスペインのブドウ畑は35%減少したが、バスク地方では逆に50%増加した。

## 種類

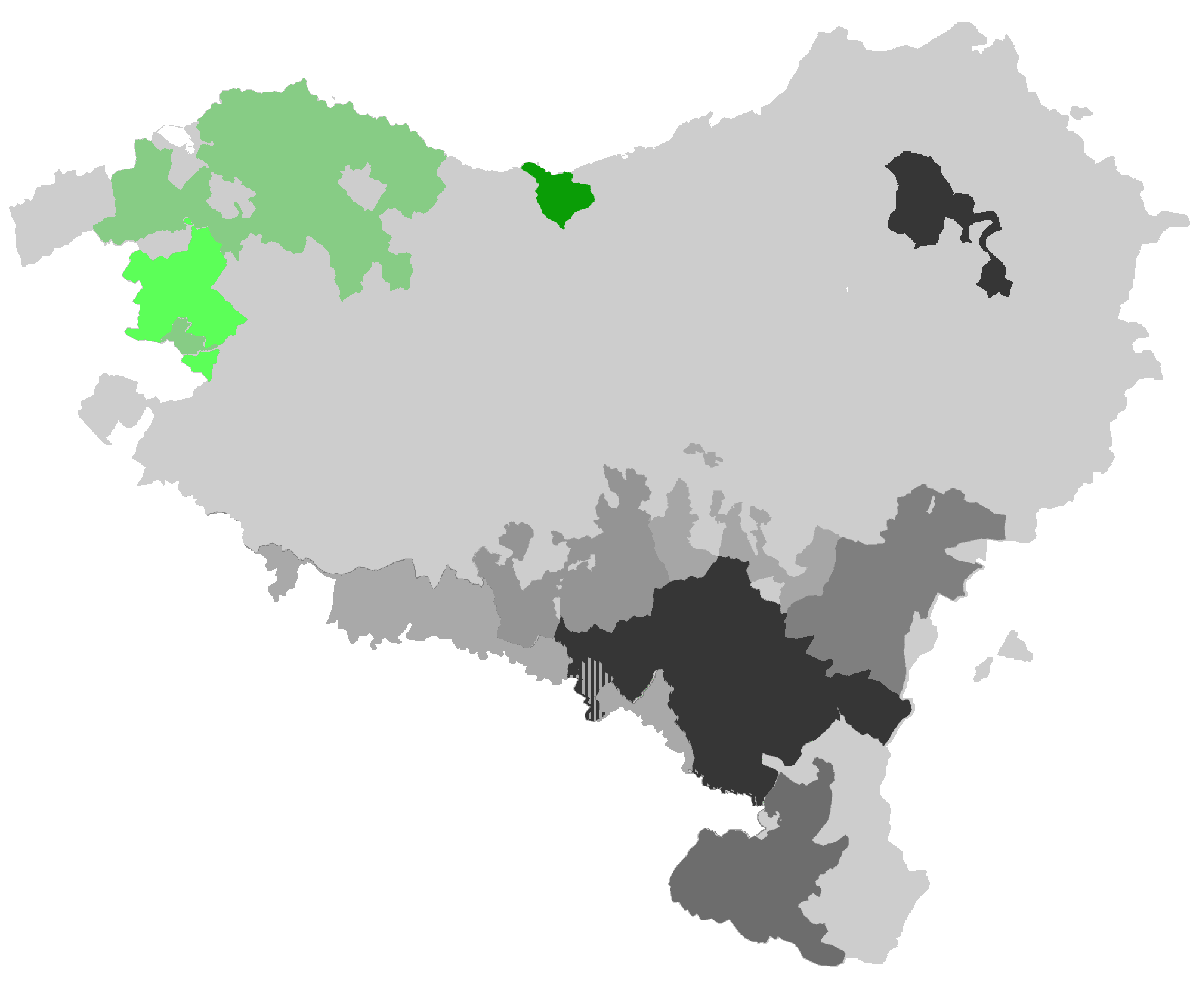
バスク地方におけるチャコリ生産の3地域
アラバ産チャコリ
ビスカヤ産チャコリ
ゲタリア産チャコリ

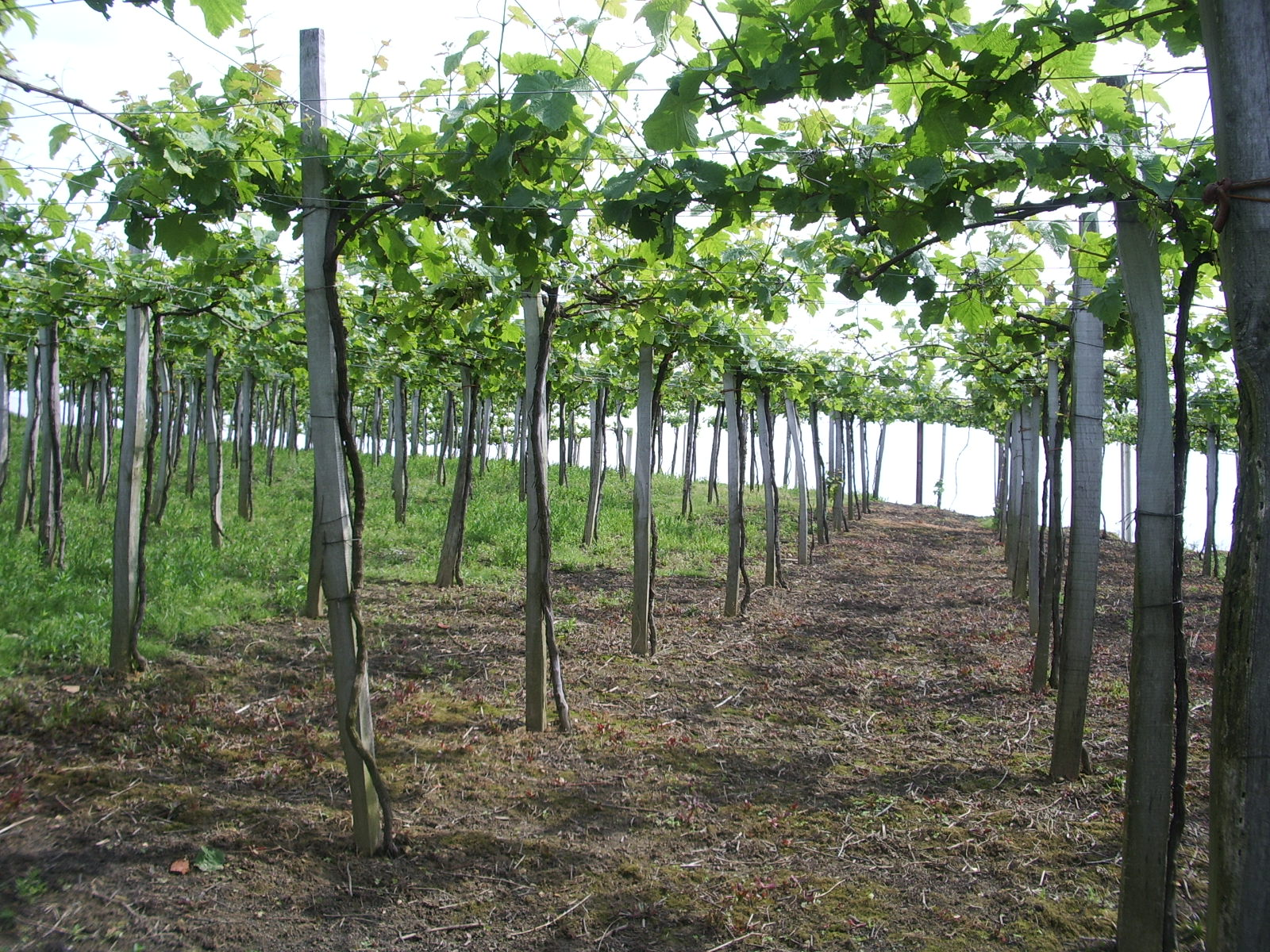
ゲタリア地域のブドウ畑

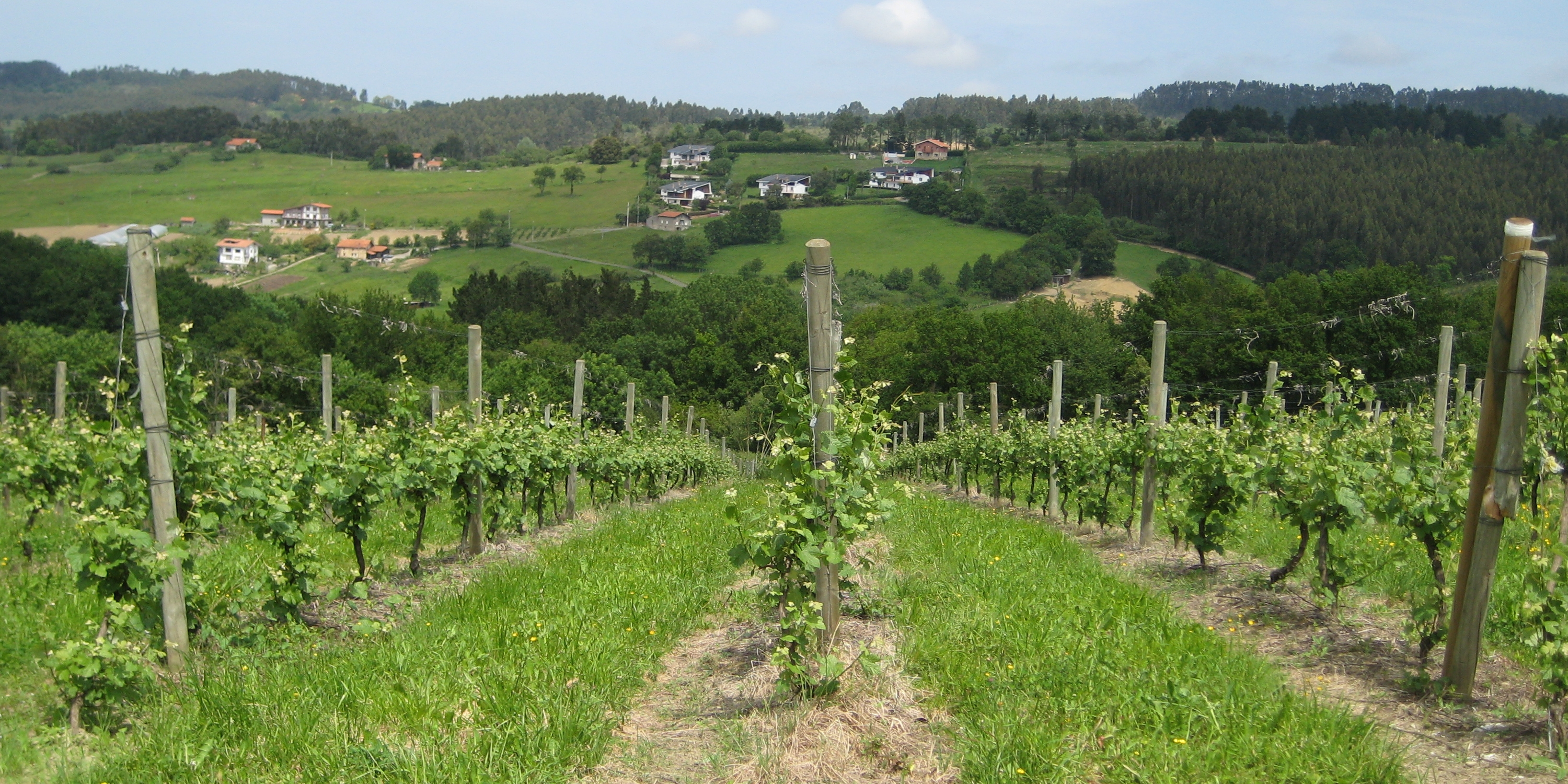
エランディオ近郊のブドウ畑

伝統的にはフォウドレスと呼ばれる古めかしく巨大なオークの樽で発酵させられたが、今日のチャコリの大半はステンレス鋼の樽で発酵させられる。ゲタリア産、ビスカヤ産、アラバ産の3種類がDO（原産地呼称）認定を受けている。チャコリ用ブドウの大部分はスペイン・バスクの大西洋岸地域で栽培されるが、この地域の年間降水量は1,000mmから1,600mmにも達し、平均気温は摂氏7.5度から18.7度であり、時折霜に悩まされる地域である。

### ゲタリア産
ゲタリア産チャコリは、バスク語ではGetariako Txakolinaと、スペイン語ではChacolí de Guetariaと呼ばれる。ギプスコア県にあるゲタリア、サラウツ、アイア周辺の小地域で栽培される種類であり、非常に淡い黄色や緑色をしている。1989年にチャコリとして初めてDO認定を受け、DO認定以来、栽培面積は60ヘクタールから177ヘクタールに増加している。この地域では年間900,000リットルが製造され、過酷な大西洋岸の天候からブドウを保護するため、主に南東向きの斜面で生産されている。他地域とは異なり、ゲタリア産チャコリは多くの品種が栽培され、チャコリ用ブドウは蔓棚方式で成長する。この方式では、ブドウは地表面からかなり高い場所で栽培され、微気候を改善するために、ブドウの葉が天蓋のような連続した日陰を形成する。白の品種はオンダラビ・スリ（白オンダリビ）が使用され、赤の品種はオンダリビ・ベルツァ（黒オンダリビ）が使用される。近年では、ギプスコア県の他の町もこのDO認定の下にチャコリ製造を始めており、オリオ、スマイア、アラサーテ/モンドラゴン、エイバル、ムトリク、デバ、セストア、オンダリビア、ビリャボナ、ウルニエタ、オニャティ、ベイサマ、セライン、オラベリアなどで栽培が取り組まれている。

### ビスカヤ産
ビスカヤ産チャコリは、バスク語ではBizkaiko Txakolina、スペイン語ではChacolí de Vizcayaと呼ばれる。このチャコリ用のブドウの大半はビスカヤ県で栽培されるが、最西端はカンタブリア州に位置している。1994年にはチャコリとして2番目にDO認定を受けた。85の村や町が約150ヘクタールで栽培しており、年間700,000リットルが製造される。この地域でのワイン製造の記録は8世紀に遡り、チャコリへの言及も現代から数世紀遡る。微気候条件の変化に合わせてチャコリの品質が変わる。ビスカヤではチャコリ製造に白用と赤用両方のブドウが使用される。白の品種はオンダラビ・スリとフォル・ブランシュであり、赤の品種はオンダリビ・ベルツァなどである。歴史的にはオイラル・ベギ（鶏の目）と呼ばれる赤の品種も使用されていたが、この品種はほとんど消滅した後に緩やかに巻き返している。

### アラバ産
アラバ産チャコリは、バスク語ではArabako Txakolina、スペイン語ではChacolí de Álavaと呼ばれる。この種類はアラバ県の北西端、アジャラ/アイアラ、アムリオ、アルツィニエガ、ラウディオ/リョディオ、オコンドなどの町の55ヘクタールで栽培される。2001年にはチャコリとして3番目にDO認定を受けた。黄色がかっており、とても酸味が強く、微発泡性である。歴史的な記録によれば、この地域のワイン製造は760年まで遡る。19世紀末には500ヘクタール以上でブドウが生産されていたが、20世紀末には5ヘクタールにまで減少し、その後は逆に栽培面積が増加している。もっとも一般的な品種はオンダラビ・スリだが、ボルデレサ・スリ、イスキリオタ・トティピア、イスキリオタなどの品種も認められている。

### カンタブリア産
カンタブリア産チャコリの主要なブドウ畑や製造地域は、コリンドレス、アルヌエロ、メルエロ、アルゴニョス、ノハなどの村が含まれるコマルカ・デ・トラスミエラであり、13世紀から19世紀にはトラスミエラで製造されたかなりの量のワインが輸出された。20世紀中頃でさえ、カンタブリア地域でのワイン製造はバスク地域のそれを遥かに上回っていた。カンタブリア州では2004年と2005年に、リエバナ・ワインとコスタ・デ・カンタブリア・ワインというふたつの種類が、DOの1ランク下に位置するVCIG（地域名称付き）という原産地呼称認定を受けた。ワインがchacolíと呼ばれるカンタブリア地域には、「コスタ・デ・カンタブリア」が含まれている。チャコリはカンタブリアでも生産されているが、とても限られた規模でしかない。

### ブルゴス産
カスティーリャ・イ・レオン州・ブルゴス県北部のバリェ・デ・メナでもチャコリが製造されており、DO認定のための努力が続けられている。バリェ・デ・メナは地理的表示(GI)としては「カスティーリャ・イ・レオン」に含まれる。